# 挙家離村

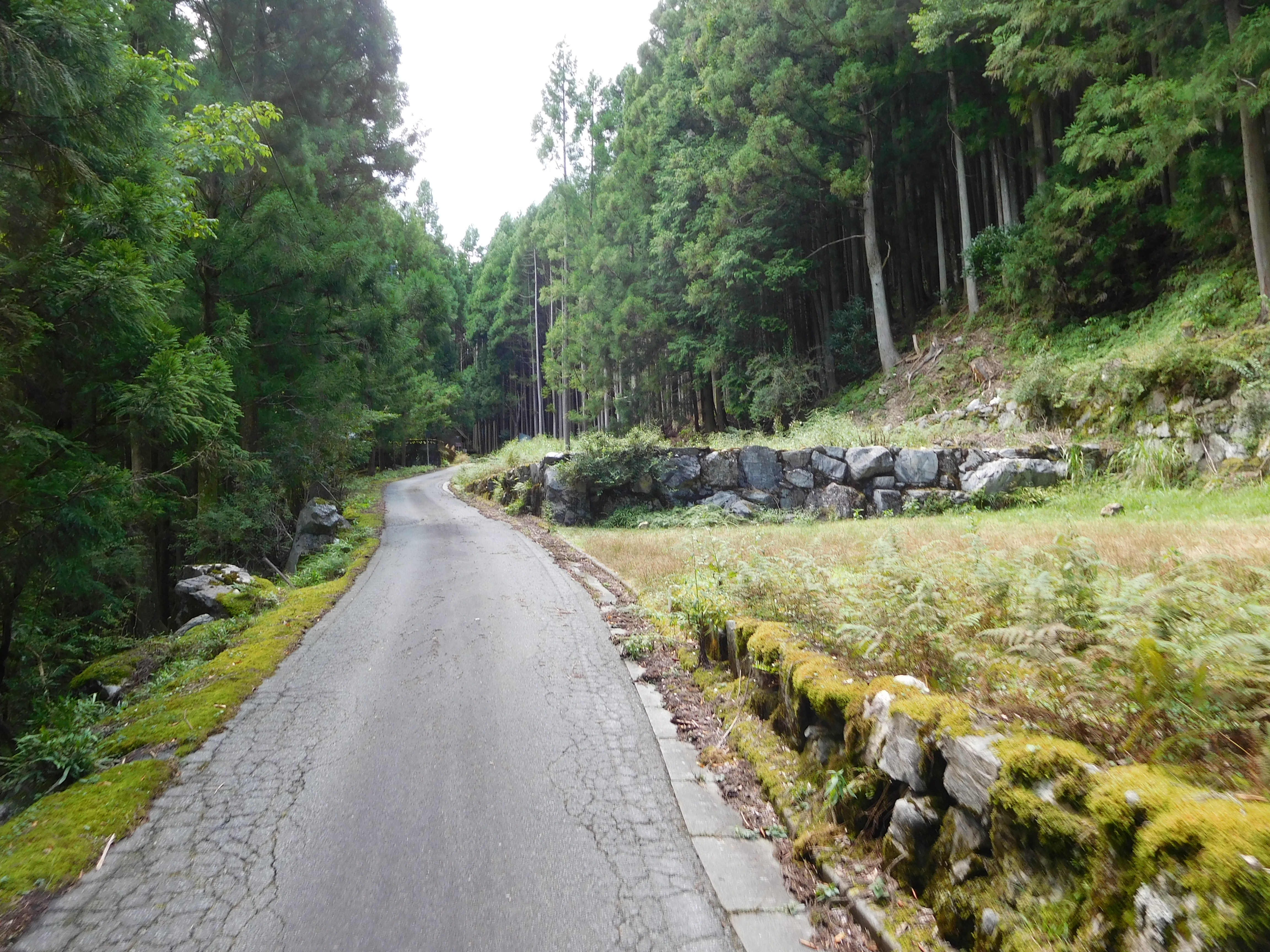
挙家離村により廃村化した飯高町蓮の集落跡

挙家離村（きょかりそん）とは、農村または人口の少ない場所から住民が立ち退かなければならなくなり、一家総出で都市に引っ越すこと。もちろん一世帯の問題ではない。結果廃村・限界集落化が引き起こされる。
ダムなどの建設による挙家離村では、財政面でも、精神面（多くは墓所の問題）でも苦痛を感じ、反対活動が多く起こる。日本国憲法では、公共の福祉（第29条3項）のため、正当な補償の下に財産権を制限することを認めている。
現在では集団移転ともいう。

## 富山県における分析
富山県において挙家離村が多く見られた時期は、1970年（昭和45年）から1974年（昭和49年）が34%、1965年（昭和40年）から1969年（昭和44年）が27%であった。1971年（昭和46年）における離村理由上位3つは、子どもの教育、冬が長く雪が多い、医療施設の不備であった。

## 愛媛県における分析
愛媛県史によれば、1955年（昭和30年代）以降の挙家離村の要因は、大阪市や松山市などの都市域からの人口吸引力が高まったこと、収量が不安定な焼畑耕作やエネルギー革命に伴う製炭業の衰退、山林労務の減少などによって地元での人口支持力が減退したこと。1963年（昭和38年）の三八豪雪や夏の集中豪雨による自然災害などを挙げている。土地利用の状況から見れば、主食の自給が可能な水田卓越山村と比べ、奥地の畑地卓越山村ほどの人口流出が顕著であったことを指摘している。

## 挙家離村の実例
- ゴーストタウン#集団移住を参照のこと。
- 丹後町の離村・廃村
- 丹後半島の離村・廃村